# جان کارول لینچ
جان کارول لینچ (انگلیسی: John Carroll Lynch؛ زادهٔ ۱ اوت ۱۹۶۳) بازیگر اهل ایالات متحده آمریکا است. وی از سال ۱۹۹۳ میلادی تاکنون مشغول فعالیت بوده‌است.
از فیلم‌ها و سریال‌های تلویزیونی که وی در آن نقش داشته‌است، می‌توان به گرن تورینو، جزیره شاتر، زودیاک، فارگو، تغییر چهره، طلوع مرکوری، همه جا غیر اینجا، سرقت در ۶۰ ثانیه، گوتیکا، دختر خوب، عشق پیش می‌آید، دختران زیبا، پل، نمایش درو کری، آتشفشان، اعتماد، ذخیره مورد علاقه، معجزه‌هایی از بهشت، احساس مینه‌سوتا، مأموران بزرگراه، چپاندن قوطی‌حلبی، زنده از بغداد، از آسیب رساندن بپرهیز، بیدار کردن مردگان، بچه را بگیر، مرد برهنه، همدردی برای طعم خوش و بنیان‌گذار اشاره کرد.